# Gmina Tomice
Die Gmina Tomice ist eine Landgemeinde im Powiat Wadowicki der Woiwodschaft Kleinpolen in Polen. Ihr Sitz ist das gleichnamige Dorf mit über 2600 Einwohnern.

## Geographie

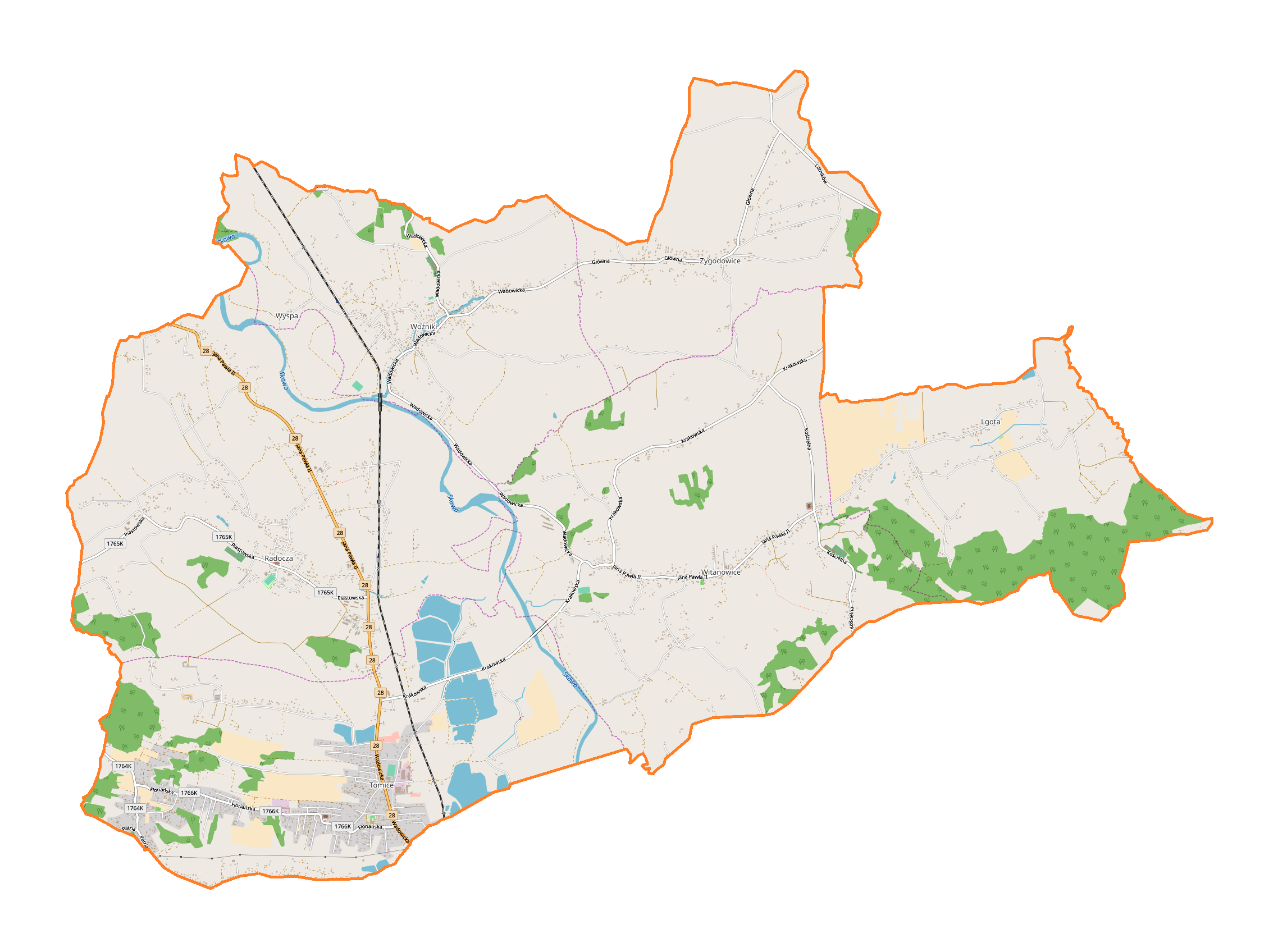
Karte der Landgemeinde

Die Gemeinde liegt im Schlesischen Vorgebirge (Pogórze Śląskie). Zu den Gewässern gehören die Skawa und einige kleinere Seen. Nachbargemeinden sind Brzeźnica, Spytkowice, Wadowice, Wieprz und Zator.

## Geschichte
Von 1975 bis 1998 gehörte die Gemeinde zur Woiwodschaft Bielsko-Biała.

## Gliederung
Zur Landgemeinde (gmina wiejska) Tomice gehören folgende sechs Ortsteile mit einem Schulzenamt:
Lgota, Radocza, Tomice, Witanowice, Woźniki und Zygodowice.

## Sehenswürdigkeiten
In die Denkmalliste der Woiwodschaft sind in der Gemeinde eingetragen:
- Die Holzkirche in Woźniki, aus der ersten Hälfte des 16. Jahrhunderts, an der Holzarchitekturroute von Kleinpolen gelegen

Die Holzkirche in Radocza von 1692 liegt ebenfalls an dieser Route, ist allerdings nicht als Denkmal eingetragen. Die moderne Kirche in Witanowice hat einen freistehenden Glockenturm.

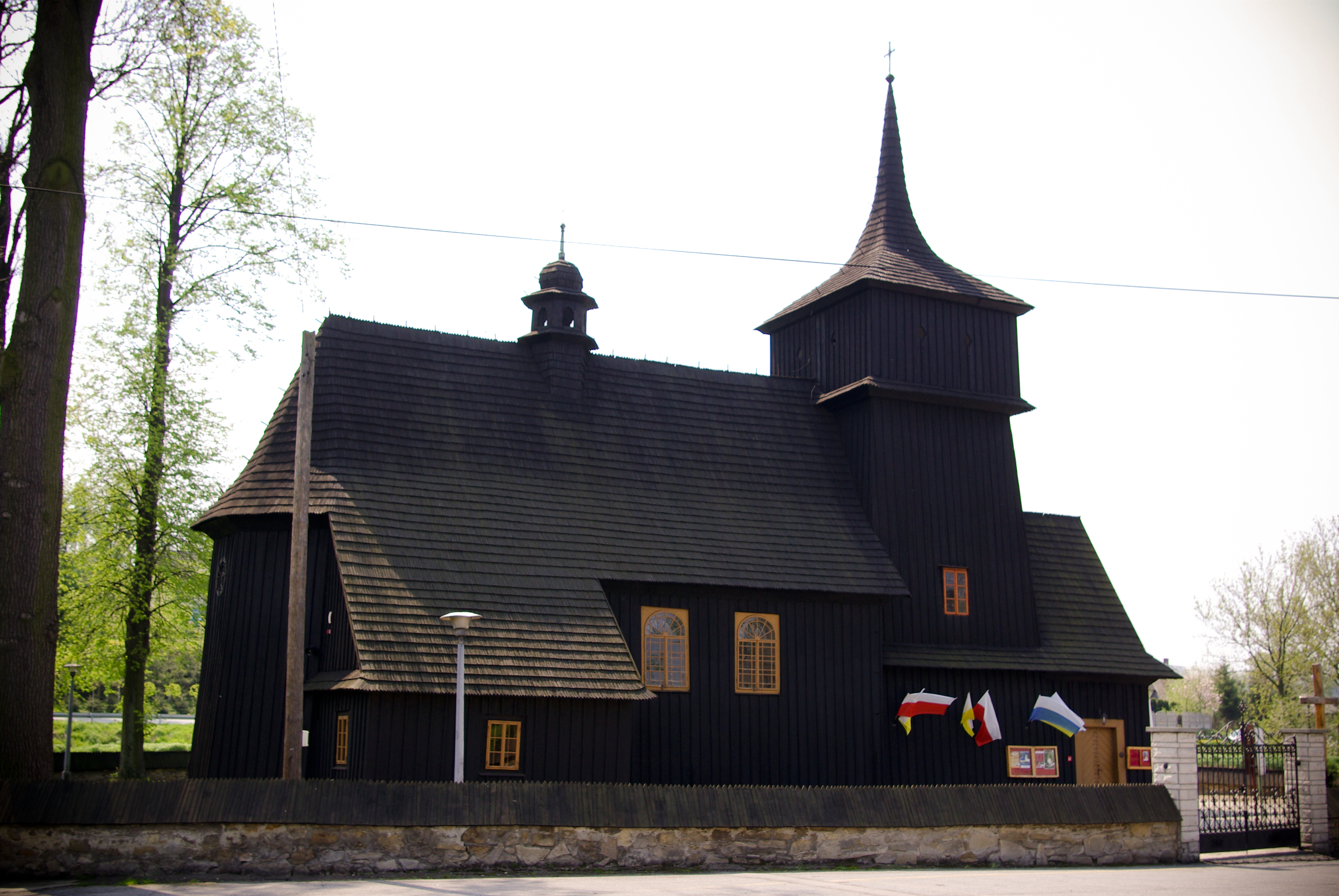
Holzkirche in Woźniki
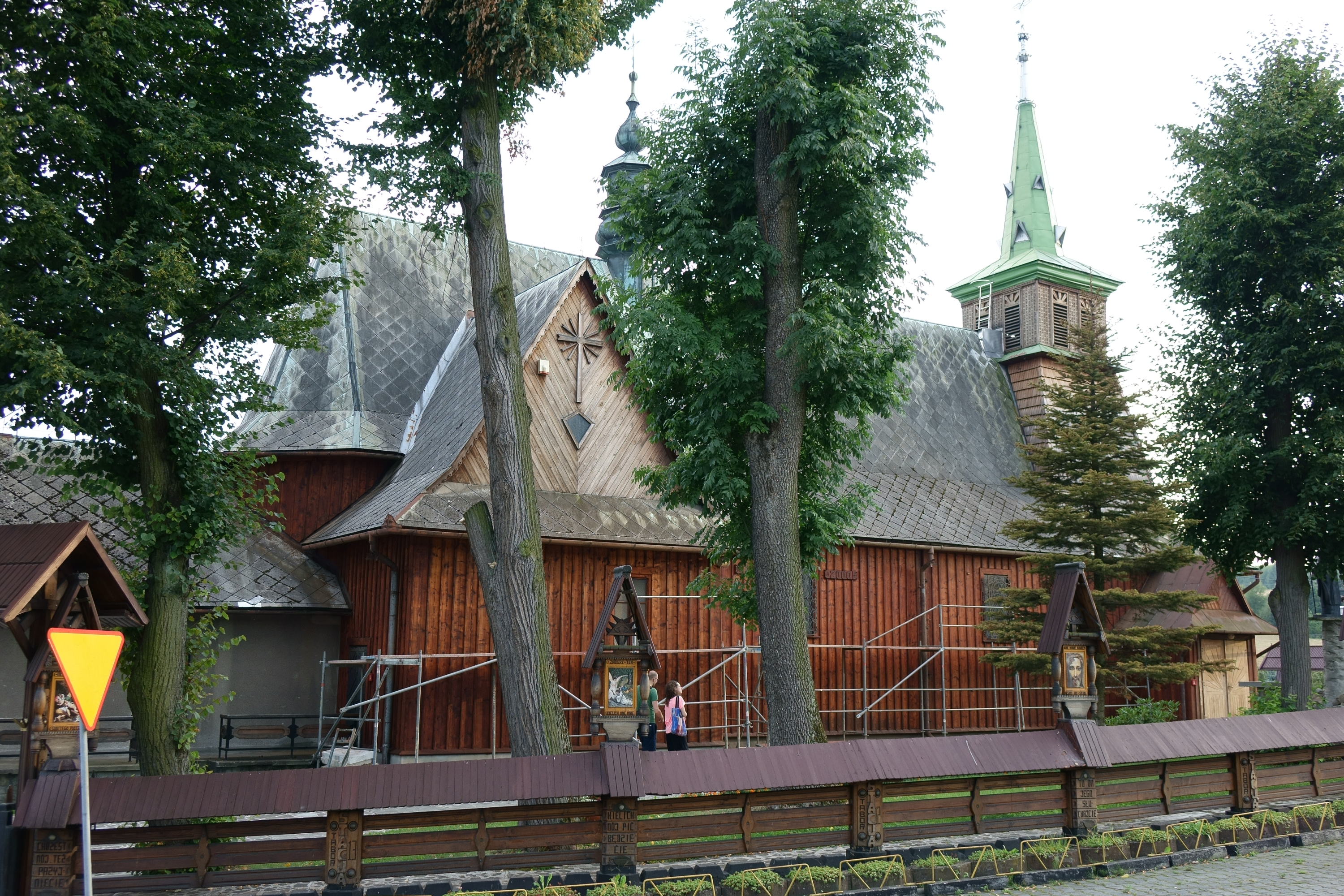
Holzkirche in Radocza
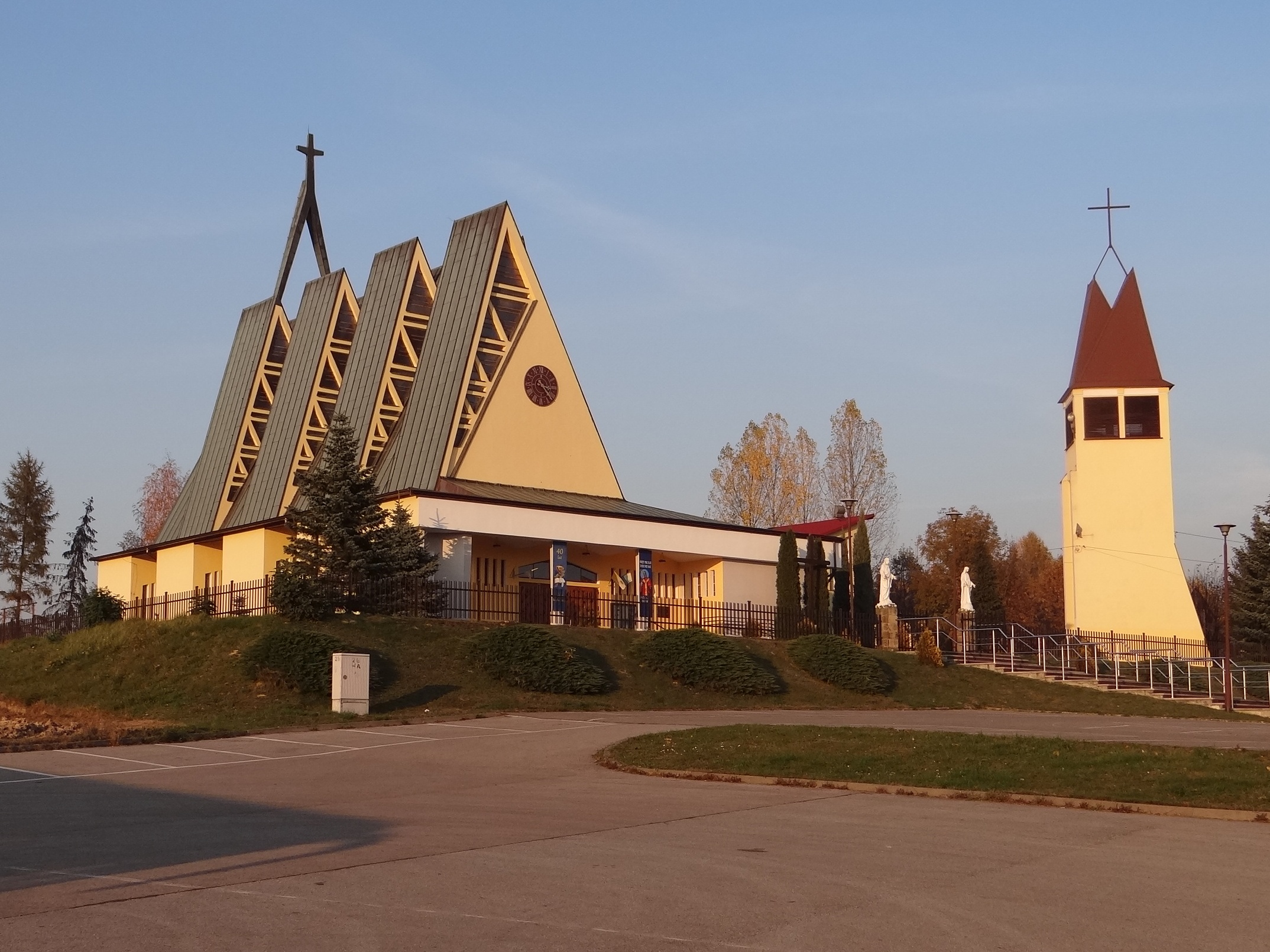
Moderne Kirche in Witanowice
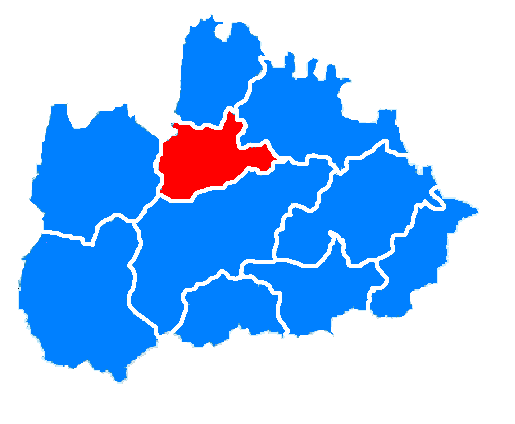
Die Gemeinde im Norden des Powiat Wadowicki

## Verkehr
Durch die Gemeinde und ihren Hauptort verläuft die Staatsstraße DK 28, die Zator über Nowy Sącz mit Przemyśl verbindet.